# Eulalie Morin
Pour les articles homonymes, voir Morin.
Eulalie Morin née  Cornillaud, est une artiste peintre et miniaturiste française, née à Nantes le 27 mai 1765 et morte à Paris le 31 mai 1852.

## Biographie

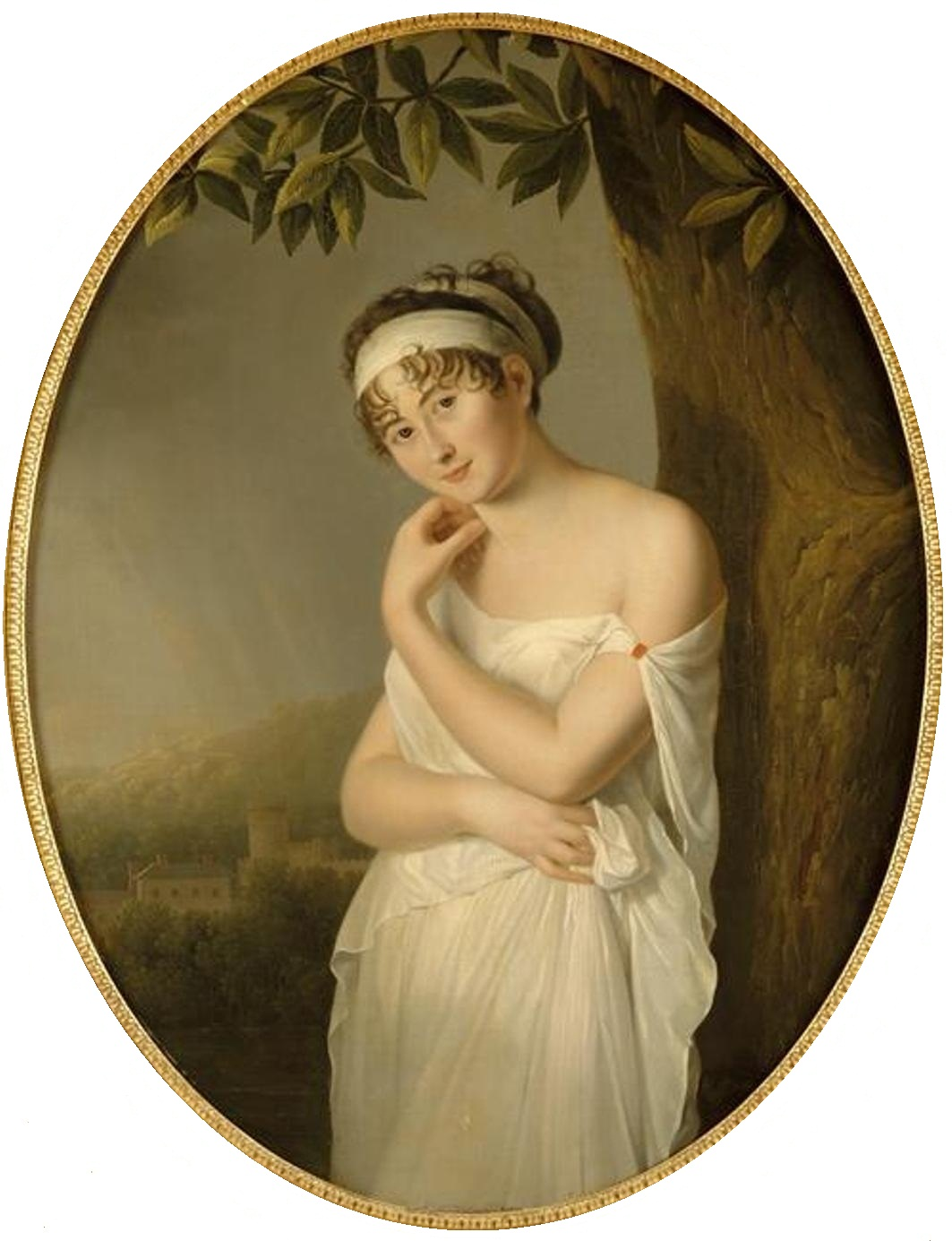
Portrait de Juliette Récamier (vers 1798), château de Versailles.

Née le 27 mai 1765 dans la paroisse Saint-Similien de Nantes (Loire-Atlantique ), Eulalie Françoise Anne Cornillaud est la fille aînée de Jacques Cornillaud (1729-1798) et Eulalie Charlotte Barbaux (1740-1828). Son père est commandant de navire marchand effectuant le transport du sucre entre Saint-Domingue et Nantes, propriétaire de plantations dans le quartier de Grands Bois à Saint-Domingue.
Le 11 décembre 1794, elle épouse à Nantes Nicolas Morin (1766-1855), employé dans les bureaux de l'agence du commerce extérieur de cette ville, rayé de la liste des émigrés en 1796. Résidant à Paris probablement de 1795 à 1808, elle séjourne ensuite durant plusieurs années à Florence où elle est dame d'honneur de la princesse Elisa Bonaparte et où son mari est mentionné inspecteur des droits réunis en 1813. Elle décède dans le 6e arrondissement de Paris le 31 mai 1852. Elle est la mère d'Arthur Jules Morin (1795-1880), futur polytechnicien et membre de l'Institut.

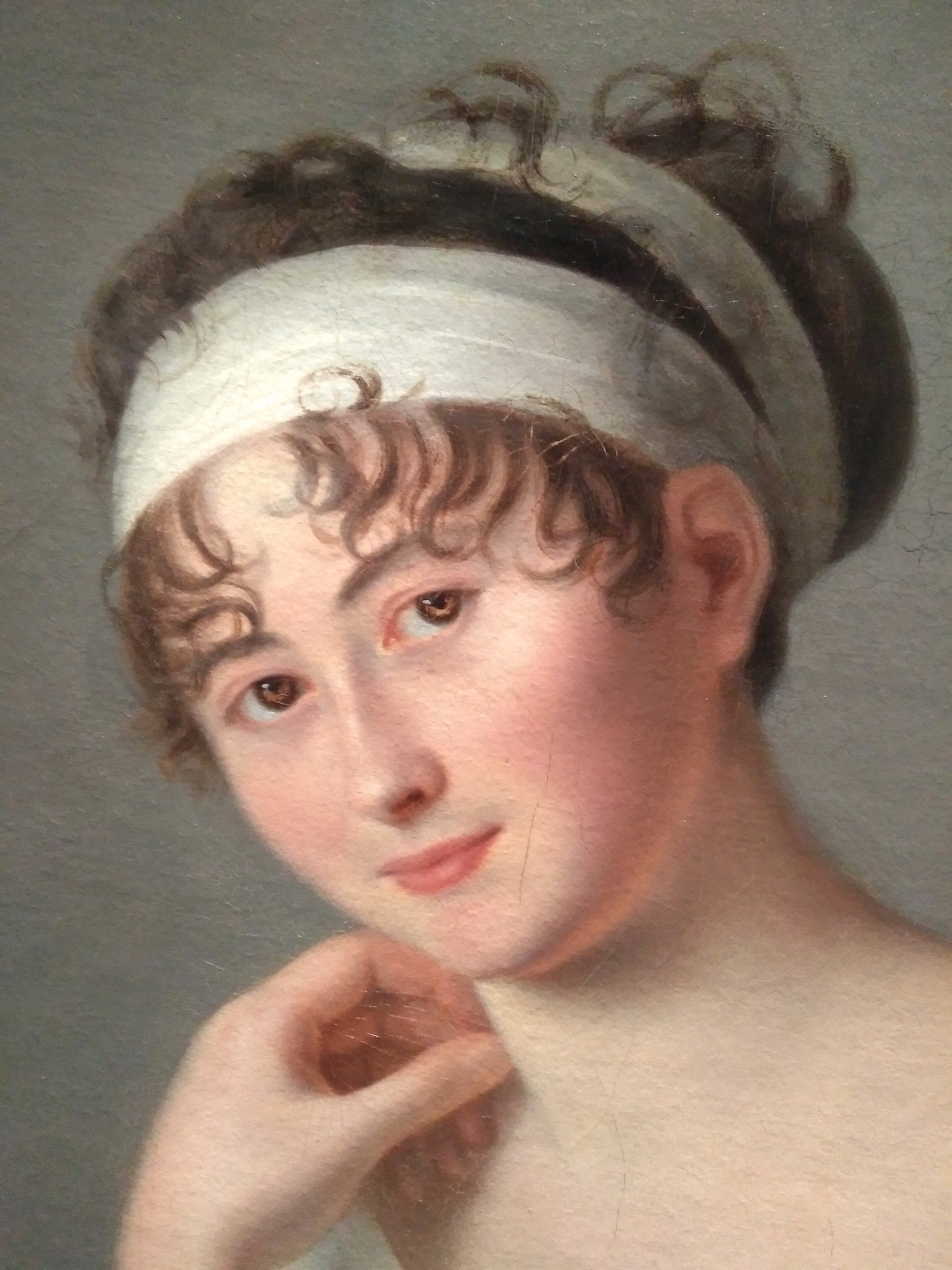
Juliette Récamier, par Eulalie Morin. vers 1798. (Détail)

## Œuvres
Eulalie Morin a suivi une formation de peintre dans l'atelier de Guillaume Lethière (1760-1832) et peut avoir également étudié avec Jean-Baptiste Isabey (1767-1806). Elle est connue pour ses miniatures et ses portraits.
Entre 1798 et 1804, elle expose ses œuvres au Salon de Paris. Son Portrait de Juliette Récamier, exposée au Salon de 1799 et conservé au musée national des châteaux de Versailles et du Trianon, est référencé dans le livre Women Painters of the World de 1905. Madame de Staël en possédait une copie dans sa chambre au château de Coppet en Suisse.
Eulalie Morin aurait enseigné l'art aux filles d'Élisa Bonaparte, la sœur cadette de Napoléon Ier, ce qui s'explique par sa proximité et sa présence à la cour de cette princesse à Florence.